# Bocska, Zala
Bocska  este un sat în districtul Nagykanizsa, județul Zala, Ungaria, având o populație de 330 de locuitori (2011). 

## Demografie
Componența etnică a satului Bocska
     Maghiari (96,53%)
     Romi (3,47%)
Componența confesională a satului Bocska
     Romano-catolici (81,21%)
     Necunoscută (18,79%)
Conform recensământului din 2011, satul Bocska avea 330 de locuitori. Din punct de vedere etnic, majoritatea locuitorilor (96,53%) erau maghiari, cu o minoritate de romi (3,47%).  Din punct de vedere confesional, majoritatea locuitorilor (81,21%) erau romano-catolici. Pentru 18,79% din locuitori nu este cunoscută apartenența confesională.